# Петар Баралић
Петар Баралић (Чачак, 3. октобар 1951) бивши је југословенски и српски фудбалер.

## Каријера
Фудбалску каријеру је почео у Борцу из Чачка, за чији је први тим наступао од 1968. до 1973. године. После неуспелог покушаја да се са Борцем пласира у елитни ранг 1973. године, прешао је у београдску Црвену звезду. Већ у првој сезони је постао стандардан у тиму Миљана Миљанића. У сезони 1976/77. успео је да освоји свој први и једини трофеј у дресу Црвене звезде – титулу првака државе са чак девет бодова предности у односу на другопласирани Динамо из Загреба. Касније је стигао до финала Купа УЕФА 1979, тако да је Баралић један од ретких играча који може да се похвали да је са Звездом стигао до полуфинала и финала у два европска такмичења.
Каријеру је потом наставио у Америци играјући упоредо и мали фудбал. Наступао је за Тампу Беј од 1979. до 1980. године одигравши 50 утакмица уз 14 постигнутих голова, док је за исти тим у малом фудбалу на 12 мечева чак 21 пут био стрелац. Након тога је постао тренер.
Више од 30 година у Аризони има свој фудбалски камп у ком као тренер фудбалски унапређује играче из читаве Америке.